# Blenina salomonis
Blenina salomonis är en fjärilsart som beskrevs av Swinhoe 1905. Blenina salomonis ingår i släktet Blenina och familjen trågspinnare. Inga underarter finns listade i Catalogue of Life.